# Belgium's Next Top Model
Belgium's Next Top Model is een Vlaams televisieprogramma dat op 15 september 2023 voor het eerst werd uitgezonden op Streamz. Het programma wordt gepresenteerd door topmodel Hannelore Knuts waarin zij samen met drie juryleden (oprichter van Noah Mgmt Tom Van Dorpe, designer en co-founder van Essentiel Antwerp Inge Onsea en Tom Eerebout die stylist is van onder andere Lady Gaga en Rita Ora) op zoek gaat naar een nieuw topmodel uit België. 
Twintig modellen gaan tijdens het programma de strijd aan om de titel van 'Belgium's Next Top Model'. Naast de felbegeerde titel, krijgt de winnaar van Belgium's Next Top Model een professioneel modellencontract bij NOAH Mgmt en een covershoot voor het modeblad Marie Claire.

## Seizoen 1
Het eerste seizoen van Belgium's Next Top Model startte op 15 september 2023 op Streamz met twee afleveringen, gevolgd door een wekelijkse aflevering tot en met de finale op 10 november 2023.

### Deelnemers
| Deelnemer | Deelnemer         | Leeftijd | Lengte | Woonplaats                    | Finish        | Rang  |
| --------- | ----------------- | -------- | ------ | ----------------------------- | ------------- | ----- |
|           | Dylan Kiala       | 22       |        | Los Angeles, Verenigde Staten | Aflevering 1  | 20–15 |
|           | Jules Maes        | 19       |        | Marseille, Frankrijk          | Aflevering 1  | 20–15 |
|           | Karen Jansen      | 22       |        | Lommel                        | Aflevering 1  | 20–15 |
|           | Naomi Woldu       | 20       |        | Kortrijk                      | Aflevering 1  | 20–15 |
|           | Seppe Vanthorre   | 22       |        | Brugge                        | Aflevering 1  | 20–15 |
|           | Thara Monteleone  | 18       |        | Sint-Truiden                  | Aflevering 1  | 20–15 |
|           | Emilia Laforce    | 21       | 1,74   | Antwerpen                     | Aflevering 2  | 14–13 |
|           | Zahra Berger      | 20       | 1,68   | Antwerpen                     | Aflevering 2  | 14–13 |
|           | Amba Egard        | 18       | 1,66   | Antwerpen                     | Aflevering 3  | 12    |
|           | Gia Robles-Levy   | 22       | 1,75   | Antwerpen                     | Aflevering 4  | 11    |
|           | Andres Deley      | 19       | 1,80   | Oostende                      | Aflevering 5  | 10    |
|           | Gilles Mornae     | 20       | 1,82   | Aalst                         | Aflevering 7  | 9–7   |
|           | Marson Look       | 23       | 1,86   | Bree                          | Aflevering 7  | 9–7   |
|           | Sam Baps          | 23       | 1,70   | Brussel                       | Aflevering 7  | 9–7   |
|           | Lena Rombaut      | 24       | 1,72   | Gent                          | Aflevering 8  | 6     |
|           | Sieme Hermans     | 24       | 1,83   | Antwerpen                     | Aflevering 9  | 5     |
|           | Radja Ndabaneze   | 24       | 1,89   | Kapellen                      | Aflevering 10 | 4     |
|           | Fardowza Aden     | 20       | 1,77   | Kortrijk                      | Aflevering 10 | 3     |
|           | Tessa van Syngel  | 17       | 1,78   | Merelbeke                     | Aflevering 10 | 2     |
|           | Gilles Verbruggen | 19       | 1,84   | Zottegem                      | Aflevering 10 | 1     |

### Resultaat
| Rang  | Deelnemer | Aflevering | Aflevering | Aflevering | Aflevering | Aflevering | Aflevering | Aflevering | Aflevering | Aflevering | Aflevering |  |
| Rang  | Deelnemer | 1          | 2          | 3          | 4          | 5          | 6          | 7          | 8          | 9          | 10         |  |
| ----- | --------- | ---------- | ---------- | ---------- | ---------- | ---------- | ---------- | ---------- | ---------- | ---------- | ---------- |  |
| 1     | Gilles V. | DOOR       | DOOR       | LAAG       | HOOG       | LAAG       | HOOG       | HOOG       | HOOG       | HOOG       | WINNAAR    |  |
| 2     | Tessa     | DOOR       | HOOG       | HOOG       | HOOG       | LAAG       | HOOG       | WIN        | HOOG       | HOOG       | UIT        |  |
| 3     | Fardowza  | Wildcard   | DOOR       | HOOG       | WIN        | HOOG       | HOOG       | LAATSTE 4  | HOOG       | HOOG       | UIT        |  |
| 4     | Radja     | Wildcard   | LAATSTE 3  | HOOG       | LAATSTE 4  | HOOG       | LAATSTE 2  | HOOG       | HOOG       | HOOG       | UIT        |  |
| 5     | Sieme     | Wildcard   | DOOR       | LAAG       | LAATSTE 4  | HOOG       | HOOG       | HOOG       | LAATSTE 2  | UIT        |            |  |
| 6     | Lena      | DOOR       | HOOG       | WIN        | HOOG       | LAATSTE 2  | HOOG       | HOOG       | UIT        |            |            |  |
| 7–9   | Gilles M. | DOOR       | DOOR       | LAATSTE 2  | HOOG       | HOOG       | HOOG       | UIT        |            |            |            |  |
| 7–9   | Marson    | DOOR       | WIN        | HOOG       | HOOG       | HOOG       | HOOG       | UIT        |            |            |            |  |
| 7–9   | Sam       | Wildcard   | LAAG       | HOOG       | HOOG       | WIN        | LAATSTE 2  | UIT        |            |            |            |  |
| 10    | Andres    | DOOR       | DOOR       | HOOG       | LAATSTE 4  | UIT        |            |            |            |            |            |  |
| 11    | Gia       | DOOR       | DOOR       | WIN        | UIT        |            |            |            |            |            |            |  |
| 12    | Amba      | DOOR       | DOOR       | UIT        |            |            |            |            |            |            |            |  |
| 13–14 | Emilia    | DOOR       | UIT        |            |            |            |            |            |            |            |            |  |
| 13–14 | Zahra     | DOOR       | UIT        |            |            |            |            |            |            |            |            |  |
| 15–20 | Dylan     | UIT        |            |            |            |            |            |            |            |            |            |  |
| 15–20 | Jules     | UIT        |            |            |            |            |            |            |            |            |            |  |
| 15–20 | Karen     | UIT        |            |            |            |            |            |            |            |            |            |  |
| 15–20 | Naomi     | UIT        |            |            |            |            |            |            |            |            |            |  |
| 15–20 | Seppe     | UIT        |            |            |            |            |            |            |            |            |            |  |
| 15–20 | Thara     | UIT        |            |            |            |            |            |            |            |            |            |  |

 De deelnemer won Belgium's Next Top Model.
 De deelnemer had de beste foto van de aflevering.
 De deelnemer ontving positieve feedback en ging door.
 De deelnemer kreeg een wildcard van een jurylid om door te gaan naar de tweede aflevering.
 De deelnemer ging door.
 De deelnemer ontving negatieve feedback maar ging door.
 De deelnemer belandde bij de laatsten van de week maar ging door.
 De deelnemer werd geëlimineerd.

#### Afleveringen
Aflevering 1
20 aspirant-modellen worden persoonlijk uitgenodigd door de jury in het Havenhuis van Antwerpen. Ze krijgen 30 seconden om een blijvende indruk te maken. Daarna poseren ze voor een professionele fotograaf om hun comp-card te schieten. Wie verovert een plaats in de modellen-loft?
Aflevering 2
De modellen ondergaan een transformatie door topstylisten Louis Ghewy & Ludovic Beckers. Meteen daarna moeten ze nog eens hun grenzen verleggen in een uitdagende stop-motion fotoshoot. Balleticoon Wim Van Lessen staat hen bij.
Aflevering 3
De modellen krijgen een kans om indruk te maken in een interview met hoofdredacteur, Timon Van Mechelen, en fashion editor, Elspeth Jenkins, van Marie Claire en nemen ook een presentatievideo op voor Noah Mgmt. Wanneer ze terugkomen in de loft wacht internationaal gerenommeerd model Cesar Casier hen op voor een lunch en een babbel. Tijdens een duo-shoot voor de camera van fotografe Marie Wynants, moeten de modellen voor het eerst samenwerken.
Aflevering 4
In het KMSKA traint Julius Pool de modellen in de kunst van het catwalken. Ze tonen hun skills direct aan een onbekend publiek. Later worden ze uitgedaagd voor een 'genderless' fotoshoot voor de lens van Ferry Van der Nat waarbij ze de balans tussen bloot en elegantie moeten vinden.
Aflevering 5
De modellen proberen indruk te maken tijdens go-sees bij twee échte klanten, Natan en Odette Lunettes. De inzet is niet min! Er worden twee winnaars gekozen. Eén model zal een modeshow mogen lopen voor Natan. De andere winnaar wordt één van de gezichten van de nieuwe campagne voor Belgisch brillenmerk Odette Lunettes. En de spanning stijgt wanneer ze zich onderdompelen in een 'horrorshoot' met veel bloed, make-up en fear voor het modeblad Numéro.
Aflevering 6
Bij een bezoek aan het MOMU tonen de modellen weinig interesse in de mode-boeken en dat breekt hen zuur op. Brandon Wen, de creatief coördinator van de Antwerpse Modeacademie, legt de lat hoog tijdens een voor hem cruciale fotoshoot: een groepsfoto voor de campagne van de Antwerpse mode-academie. Ze worden hiervoor gekleed door Laura Meier Hagested, styliste en masterstudente van de Antwerpse modeacademie.
Aflevering 7
Een verrassende challenge met make-up met ICI PARIS XL zorgt voor heel wat emoties bij de modellen. Een bezoek van Tom Eerebout brengt rust tot wanneer de modellen te horen krijgen dat hun volgende shoot met een vriend of familielid is. 
Aflevering 8
De modellen verlaten de loft, op naar een onbekende bestemming. Tijdens een eerste opdracht moeten ze laten zien dat vloggen hun tweede natuur is. En in de plaats van een fotoshoot, moeten ze hun grenzen verleggen in een video-shoot.
Aflevering 9
De modellen leven zich uit wanneer ze met onbekenden moeten samenwerken om een Insta reel te maken. Maar voor de échte uitdaging duiken ze in de infinity pool: een onderwater-shoot waarbij ze onder water moeten poseren.
Aflevering 10
De finale is eindelijk gearriveerd. Wie gaat er aan de haal met een professioneel modellencontract? Wie wint Belgium's Next Top Model 2023?